# Государственный строй Сан-Томе и Принсипи
Согласно Конституции, принятой 10 марта 1990 г. и вступившей в силу 10 сентября 1990 г., Сан-Томе и Принсипи по форме правления — многопартийная парламентская республика.

## Конституционные основы
Изменения в Конституцию вносятся с одобрения двух третей депутатов Национального Собрания. Инициатива может исходить от депутатов и парламентских групп.
Все граждане страны старше 18 лет имеют право избирать и быть избранными в органы государственной власти. Гражданам страны гарантируется свобода создания объединений, в том числе, политических, свободы слова и прессы, право частной собственности, право на труд и на создание профсоюзов.
Главой государства и верховным главнокомандующим вооруженных сил является Президент.

## Разделение и взаимодействие различных ветвей власти
Премьер-министр избирается Национальным Собранием и одобряется Президентом.
Правительство формируется президентом по представлению Премьер-министра.
Национальное Собрание может быть распущено президентом после заслушивания мнения представленных в нем партий.
Правительство должно быть отправлено в отставку в случае принятия абсолютным большинством Национального Собрания резолюции порицания.
Законодательной инициативой обладают депутаты, парламентские группы и Правительство.

## Исполнительная власть
Глава исполнительной власти — Президент. Избирается на 5 лет на всеобщих выборах. Ограничение — 3 срока подряд.
Правительство состоит из Премьер-министра, министров, государственных секретарей и заместителей государственных секретарей.
Правительство несет ответственность перед Президентом и Национальным Собранием.

## Законодательная власть
Законодательный орган — Национальное Собрание (Assembleia Nacional). Однопалатный. Состоит из 55 депутатов. Избирается на 4-летний срок на прямых всеобщих выборах.
Полномочия:
- одобрять изменения Конституции;
- законодательствовать по всем вопросам, кроме тех, которые отнесены Конституцией к компетенции Правительства;
- делегировать Правительству законодательные полномочия;
- объявлять амнистию и общее помилование;
- одобрять бюджет государства по предложению Правительства;
- одобрять международные договоры;
- предлагать Президенту вынести на референдум вопросы, представляющие существенный национальный интерес;
- разрешать и утверждать объявление осадного и чрезвычайного положений;
- уполномочивать Президента на объявление войны и заключение мира;

## Судебная власть
Судебную власть в Сан-Томе и Принсипи представляют:

### Конституционный суд
Состоит из тринадцати судей, причем десять из них назначаются Национальным Собранием, а трое — кооптируются решением этих десяти. Судьи назначаются на девять лет и не могут быть назначены на второй срок.
В компетенцию Конституционного суда входит:
- надзор за конституционностью и законностью;
- удостоверение смерти и заявление о стойкой физической неспособности исполнения своих полномочий Президентом, а также удостоверение наличия временных препятствий для исполнения им своих полномочий;
- удостоверение утраты поста Президентом;
- принятие судебного решения в последней инстанции касательно избирательного процесса;
- удостоверение законности конституирования политических партий и их коалиций, а также оценка законности их названий, аббревиатур, наименований и символов и принятие решения об их роспуске, согласно Конституции и закону;

### Верховный суд и суды общей юрисдикции первой и второй инстанций
Верховный суд является высшим органом в иерархии судов, не ущемляя компетенции Конституционного суда. Судьи назначаются Национальным Собранием.

### Верховный административный суд и прочие административные и фискальные суды
Верховный административный суд является высшим органом в иерархии административных и фискальных судов, не ущемляя компетенции Конституционного суда.
В компетенцию административных и фискальных судов входит судебное рассмотрение исков и жалоб с целью урегулирования споров, возникающих из фискальных и административных правовых отношений.

### Счётная палата
Счётная палата является верховным органом по проверке законности государственных расходов и по судебному рассмотрению финансовых отчетов, которые представляются ей в соответствии с законом.